# Promuscidea unfasciativentris
Promuscidea unfasciativentris är en stekelart som beskrevs av Girault 1917. Promuscidea unfasciativentris ingår i släktet Promuscidea och familjen puppglanssteklar. Inga underarter finns listade i Catalogue of Life.